# Dirk und ich
Dirk und ich ist das erste Kinderbuch von Andreas Steinhöfel. Es erschien bereits während seines Examens im Jahr 1991 und schildert aus kindlicher Sicht alltägliche Situationen im Laufe eines Jahres.

## Inhalt
Der Ich-Erzähler ist der sieben Jahre alte Andreas, der über die Erlebnisse mit seinem sechs Jahre alten Bruder Dirk berichtet. Das Buch beschreibt die für das Brüderpaar typischen Alltagsszenen, die von Unfällen beim Schlittenfahren über das Geschenkebasteln mit Schulfreundinnen, wobei gestritten wird, ob das Christkind ein Junge oder ein Mädchen sei, bis zu einem Besuch in einem Altersheim reichen, wo sich die Kinder prügeln.

## Rezension
Das Buch wurde vom Verein „Lesen ohne Grenzen“ für den deutschen Fremdsprachenunterricht an niederländischen Schulen ab dem zweiten Lehrjahr empfohlen.